# 古川珠実
古川 珠実（ふるかわ たまみ、10月8日 - ）は、日本のゲイ小説家。神奈川県出身。

## 経歴
ボーイズラブやBL小説という名称が無い時代に、月刊誌「アドン」砦出版『草結び』でデビューする。
「サムソン」海鳴館、「スーパーモンキー」アダムズ出版、「浪漫倶楽部」などのゲイマガジン作家を経て、本業の占星術師&占いライターの仕事に専念して、休筆。
2008年より電子書店よみっち（大日本印刷　携帯電話向け電子書籍販売サイト）にて、ボーイズラブ小説『One night kids in原宿』
『オーロラよ☆あの愛にもういちど。』で復帰。

## 作品
- 『12星座のオトコたち☆修羅愛の輪廻』 太陽書房 (2012/8/31) ISBN 4864200483
- 『蜜愛領域』 太陽書房 (2012/10/1) ISBN 4864200505